# Reginald Maria Schultes
Reginald Maria Schultes O.P. ( 11 de fevereiro de 1873 em St. Peterzell; † 20 de fevereiro de 1928 em Roma ) foi um teólogo e dogmático suíço.

## Vida
Em 1894, Schultes tornou-se membro da Ordem Dominicana quando fez os votos religiosos; no mesmo ano foi ordenado sacerdote. De 1899 a 1910 trabalhou como pregador e professor na casa de estudos dos dominicanos em Graz. Então ele ensinou até sua morte em Roma como professor no Angelicum, principalmente a história do dogma. Filosófica e teologicamente, ele era um seguidor do tomismo.
Durante a Primeira Guerra Mundial (1914-1918), Schultes teve que deixar Roma e assumiu a direção dos estudos de teologia na Abadia de Ettal durante esse período. Ele também era popular como líder de retiros.